# Simon Renard
Simon Renard de Bermont (Vesoul, Franco Condado, 1513 - Madrid, 8 de agosto de 1573) fue un asesor del Emperador Carlos V y su hijo Felipe II de España, y Conde Palatino del Borgoña.
Fue embajador imperial en Inglaterra y en Francia. En Inglaterra, organizó la boda de la reina María Tudor con el futuro rey de España Felipe II. Después, en Flandes, fue un firme enemigo del Cardenal Granvela.

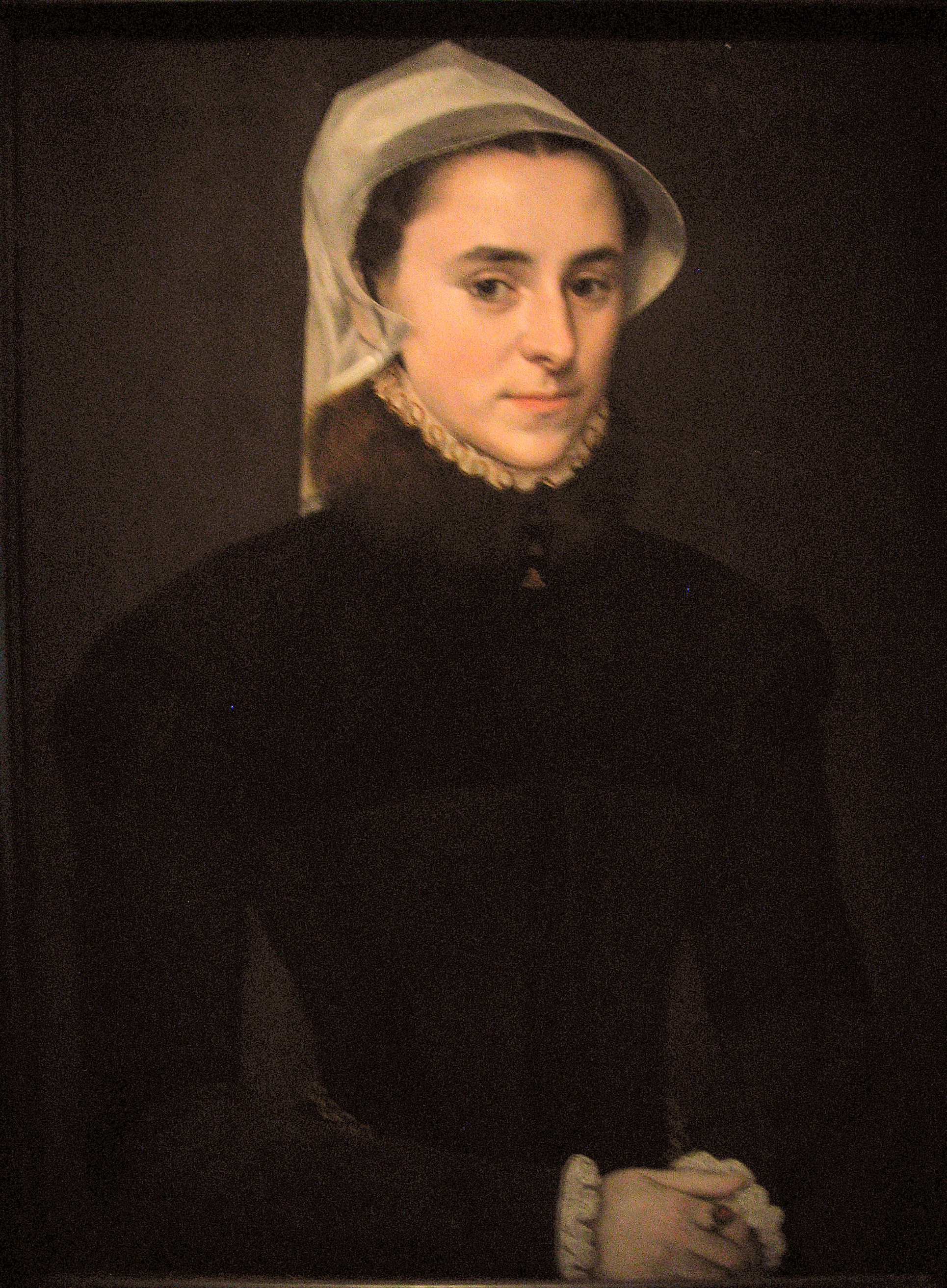
Jeanne Lullier, esposa de Simon Renard.
Retrato de Antonio Moro (1557).
Museo del Tiempo Besançon.